# NGC 518
NGC 518 je galaksija u zviježđu Ribe.

## Vanjske poveznice
- SEDS: NGC 0518